# Peter J. Carroll
Peter James Carroll (nascido em  8 Janeiro de 1953, em Patching, Inglaterra) é um ocultista moderno, autor, co-fundador dos Iluminados de Thanateros, e praticante da magia do caos.

## Vida Pregressa
Carroll estudou ciências na Universidade de Londres e graduou-se com um "passe mínimo calculado com precisão". Depois da universidade, Carroll trabalhou como professor de escola e passou quatro anos na Índia e no Himalaia

## Carreira
O livro de Carroll de 1987, Liber Null & Psychonaut, é considerado uma das obras que definem o movimento mágico do caos. Carroll foi co-fundador do grupo vagamente organizado chamado Illuminates of Thanateros.
Em 1995, Carroll anunciou seu desejo de renunciar aos "papéis de mago e pontífice do caos". Esta declaração foi originalmente entregue no mesmo encontro internacional da IOT que Carroll discutiu em um artigo intitulado "The Ice War" da revista Chaos International.
Carroll escreveu colunas para a revista Chaos International, editada atualmente por Ian Read, sob os nomes de Peter Carroll e Stokastikos, seu nome mágico dentro do IOT.
Em 2005, ele apareceu como instrutor de magia do caos na Academia Maybe Logic a pedido de Robert Anton Wilson e e mais tarde fundou o Arcanorium Occult College com outros magos do caos conhecidos, incluindo Lionel Snell, Ian Read e Jaq D. Hawkins. Essa experiência reacendeu seu interesse pelo assunto da magia e, desde então, ele continua a escrever.

## Artigos
- The Magic of Chaos, por Peter J. Carroll
- Liber KKK - An introduction to Chaos magick technique, por Peter J. Carroll
- The magician as Rebel Physicist, por Pete Carroll
- Entrevista: Peter J. Carroll  na Abrasax Magazine, Vol.5, No.2.